# Trichostema rubisepalum
Trichostema rubisepalum är en kransblommig växtart som beskrevs av Adolph Daniel Edward Elmer. Trichostema rubisepalum ingår i släktet Trichostema och familjen kransblommiga växter. Inga underarter finns listade i Catalogue of Life.